# Mark Kostabi
Kalev Mark Kostabi, né le 27 novembre 1960 à Los Angeles, est un artiste et compositeur américain.

## Créations
Mark Kostabi est surtout connu pour ses  peintures de personnages sans visage qui commentent souvent les problèmes politiques, sociaux et psychologiques contemporains, et qui ont des racines stylistiques visuelles dans le travail de Giorgio De Chirico et Fernand Léger. Il a aussi fait certains produits dont des verres à lait Ritzenhoff.
Son travail a été publié sur la couverture du livre East Village '85 publié par Pelham Press et ses peintures ont été incluses dans des expositions East Village. Matteo Editore a publié un livre sur Kostabi intitulé Mark Kostabi and the East Village scene 1983-1987. 
Kostabi a conclu des collaborations avec d'autres artistes dont Enzo Cucchi, Tadanori Yokoo , Enrico Baj .
Le travail de Kostabi est dans les collections permanentes du Musée d'art moderne à New York, du Metropolitan Museum of Art de New York, de la Galerie Nationale de Washington DC  , du Yale University Art Gallery .

## Publications
- 1980 : Kostabi, autobiographie
- 1985 : Upheaval, Pelham Press
- 1986 : Office suite , New York: Strother/Elwood Arts  (ISBN 9780940515000)
- 1988 : Sadness because the video rental store was closed & other stories, New York: Abbeville Press  (ISBN 9780896598003)
- 1990 : avec Basil Chattington, Kalev Mark Kostabi: the early years, New York: Vanity Press  (ISBN 9780962836602)
- 1992 : Kostabi: one hundred +, Los Angeles: Martin Lawrence limited edition  (ISBN 9780929460116)
- 1996 : Conversations with Kostabi, 1re édition, Boston: Journey Editions  (ISBN 188520325X)
- 1998 : avec Sam Hunter, Kostabi, the poetry of silence, Philadelphie: Jenkintown Press  (ISBN 9780929460123)